# بالفای (بوتان)
بالفای (به لاتین: Balfai) یک منطقهٔ مسکونی در بوتان (کشور) است که در Trashigang District واقع شده‌است.